# 김기수 (1936년)
김기수(1936년 1월 10일~2006년 7월 29일)는 대한민국의 정치인이다. 제11대 국회의원을 지냈다.

## 역대 선거 결과
|  | 26.00% |

|  | 12.41% |